# 田村駿
田村 駿（たむら すすむ、1942年12月1日 - ）は、日本の経営者。共栄火災海上保険社長を務めた。

## 経歴
東京都出身。1965年に明治大学商学部を卒業し、同年に共栄火災海上保険に入社。
1995年6月に取締役に就任し、1996年6月に常務、2000年6月に専務を経て、2005年6月には社長に就任。2008年7月から2009年3月までに会長を務めていた。